# Willisau
Willisau är en stad och kommun i distriktet Willisau i kantonen Luzern, Schweiz. Kommunen har 9 149 invånare (2023).
Kommunen bildades den 1 januari 2006 då kommunerna Willisau Land och Willisau Stadt slogs samman. Den 1 januari 2021 inkorporerades kommunen Gettnau in i Willisau.